# Теорема Рао — Блеквела
Теорема Рао — Блеквела — твердження в математичній статистиці на основі якого можна покращувати статистичні оцінки параметрів.
Нехай {\displaystyle X_{1},\ldots ,X_{n}} послідовність незалежних однаково розподілених випадкових величин з розподілом, що залежить від деякого невідомого параметра {\displaystyle \theta \in \Theta .\,} Нехай {\displaystyle \delta (X)} — деяка статистична оцінка цього невідомого параметра зі скінченною матрицею других моментів, а {\displaystyle T=\mathrm {T} (X)\;} — достатня статистика для параметра {\displaystyle \theta .} Тоді існує {\displaystyle \delta _{1}(X)={\textrm {E}}[\delta (X)|T(X)]} і крім того {\displaystyle \delta _{1}(X)} є найкращою оцінкою параметра в сенсі середньоквадратичного відхилення, тобто для будь-якого вектора z необхідної розмірності виконується нерівність:
{\displaystyle z{\textrm {E}}[(\delta _{1}(X)-\theta )^{T}(\delta _{1}(X)-\theta )]z^{T}\leqslant z{\textrm {E}}[(\delta (X)-\theta )^{T}(\delta (X)-\theta )]z^{T}.}
Рівність виконується лише коли {\displaystyle \delta \,} є вимірною функцією від T.

## Доведення
Доведення для випадку коли параметр є одним числом тобто його розмірність рівна одиниці. Тоді
{\displaystyle \operatorname {E} [\delta _{1}(X)-\theta ]^{2}=\operatorname {E} \left[{\textrm {E}}(\delta (X)|T(X))-\theta \right]^{2}=\operatorname {E} \left[{\textrm {E}}(\delta (X)-\theta |T(X))\right]^{2}\leqslant \operatorname {E} \left[{\textrm {E}}((\delta (X)-\theta )^{2}|T(X))\right]=\operatorname {E} (\delta (X)-\theta )^{2}.\,\!}
Нерівність випливає з того, що для будь-якої випадкової величини W, {\displaystyle \operatorname {var} W=\operatorname {E} W^{2}-(\operatorname {E} W)^{2}]\geqslant 0,} якщо взяти {\displaystyle W={\textrm {E}}(\delta (X)-\theta |T(X)).\,} Звідси також бачимо, що рівність виконується лише коли {\displaystyle \operatorname {var} \,W=0,\,} тобто коли {\displaystyle \delta (X)-\theta } приймає одне значення для кожного значення T, тобто {\displaystyle \delta (X)} є функцією від T.